# Пејзажи у магли
Пејзажи у магли је југословенски филм из 1983. године у режији Јована Јовановића, који је написао и сценарио. Главне улоге тумаче Анамарија Петричевић, Љубомир Тодоровић, Тихомир Арсић, Милена Зупанчић, Раде Шербеџија и Велимир Бата Живојиновић. Филм се бави животом наркомана у Београду осамдесетих година 20. века, кроз призму малолетне ученице која се после проблема са родитељима и у школи прикључује групи наркомана. Премијерно је приказан 10. јануара 1984. године.

## Улоге
| Глумац                   | Улога        |
| ------------------------ | ------------ |
| Анамарија Петричевић     | Лела         |
| Љубомир Тодоровић        | Стив         |
| Тихомир Арсић            | Иван         |
| Милена Зупанчић          | Лелина мајка |
| Раде Шербеџија           | Лелин отац   |
| Велимир Бата Живојиновић | Иванов отац  |
| Ратко Танкосић           | Чарли        |
| Сташа Теофилофић         |              |
| Јасмина Терзић           |              |
| Зоран Вујовић            |              |
| Душан Војновић           |              |
| Тања Јовановић           |              |
| Карло Булић              | Веснин деда  |
| Нада Војиновић           |              |
| Мирослава Вајдић         |              |

Остале улоге  ▼
| Глумац            | Улога      |
| ----------------- | ---------- |
| Горан Бреговић    | самог себе |
| Миња Стевовић     | сликарка   |
| Лепомир Ивковић   |            |
| Страхиња Мојић    |            |
| Весна Пећанац     |            |
| Бранислав Радишић |            |
| Бијело дугме      |            |